# Station Sliedrecht Baanhoek
Station Sliedrecht Baanhoek is een halte in de Zuid-Hollandse plaats Sliedrecht. Het station ligt aan de MerwedeLingelijn, het westelijk deel van de Betuwelijn, tussen station Sliedrecht en station Dordrecht Stadspolders. Het station werd oorspronkelijk geopend op 16 juli 1885 en gesloten op 15 mei 1938. Sinds 11 december 2011 is het station weer open. Daar het aan de westkant van Sliedrecht ligt, is het ook voor inwoners van buurgemeente Papendrecht goed bereikbaar.
Tegelijk met dit station werd ook station Hardinxveld Blauwe Zoom geopend. Station Boven Hardinxveld werd op 16 april 2012 geopend.

## Voormalige halte Baanhoek
Even ten zuiden van de huidige halte Sliedrecht Baanhoek, net voor de brug over de Beneden-Merwede, heeft van 1885 tot 1938 een stopplaats met dezelfde naam gelegen. 

## Afbeeldingen

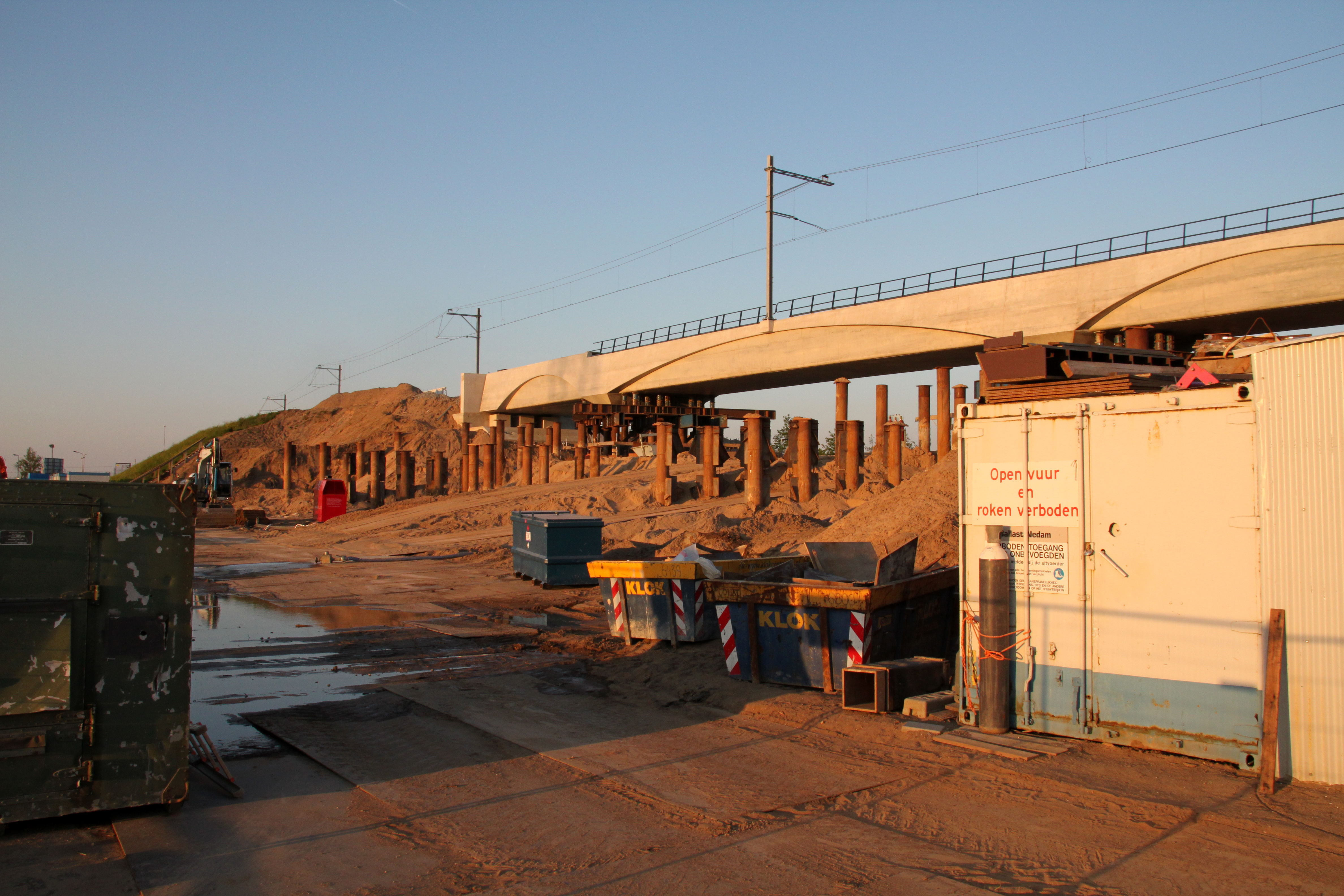
Station Sliedrecht Baanhoek in aanbouw.
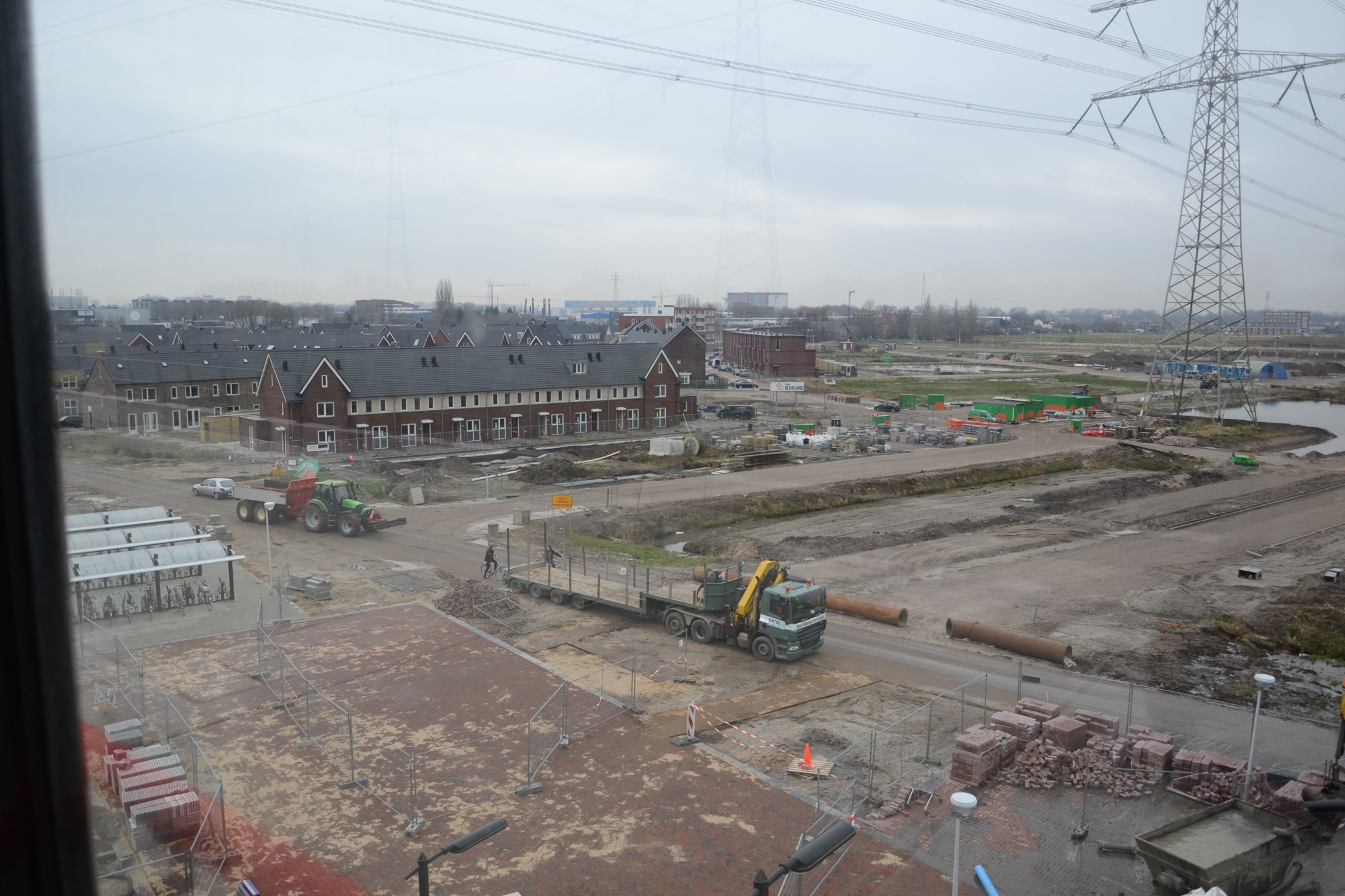
Het stationsplein nog volop "in ontwikkeling".
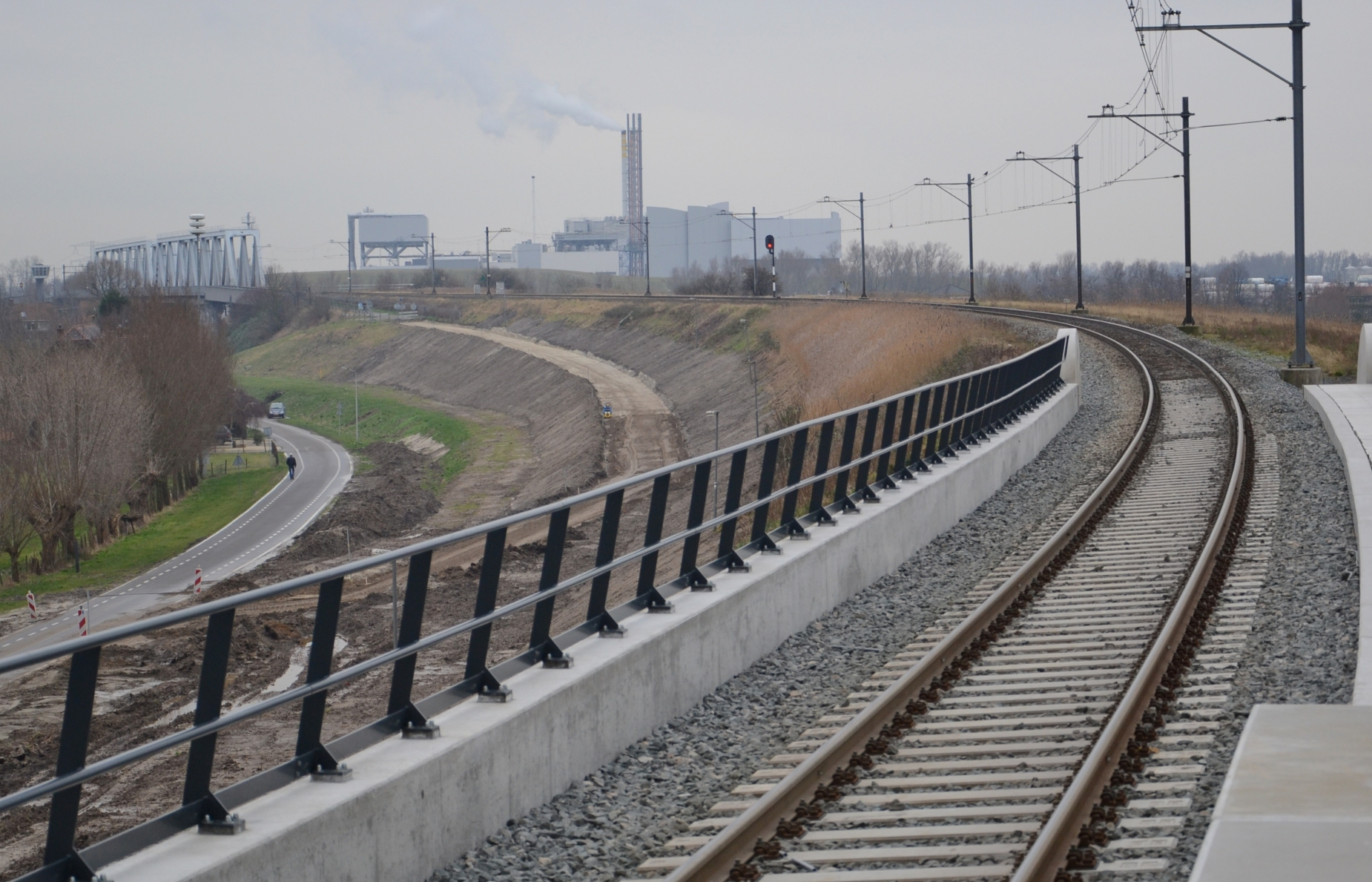
Zicht op de Baanhoekbrug vanaf het perron, richting Dordrecht Stadspolders.
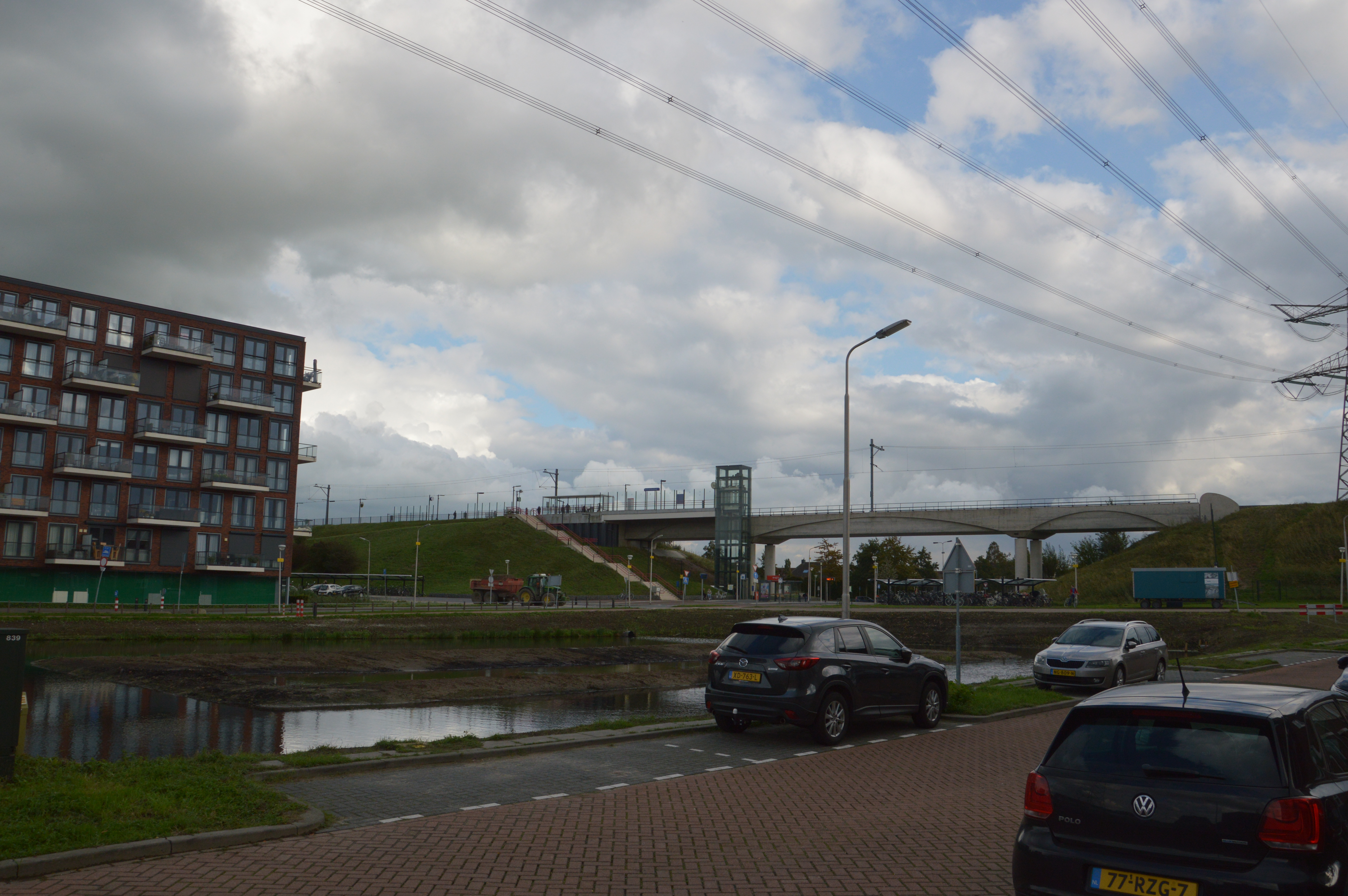
Zicht op het hoog gelegen station.
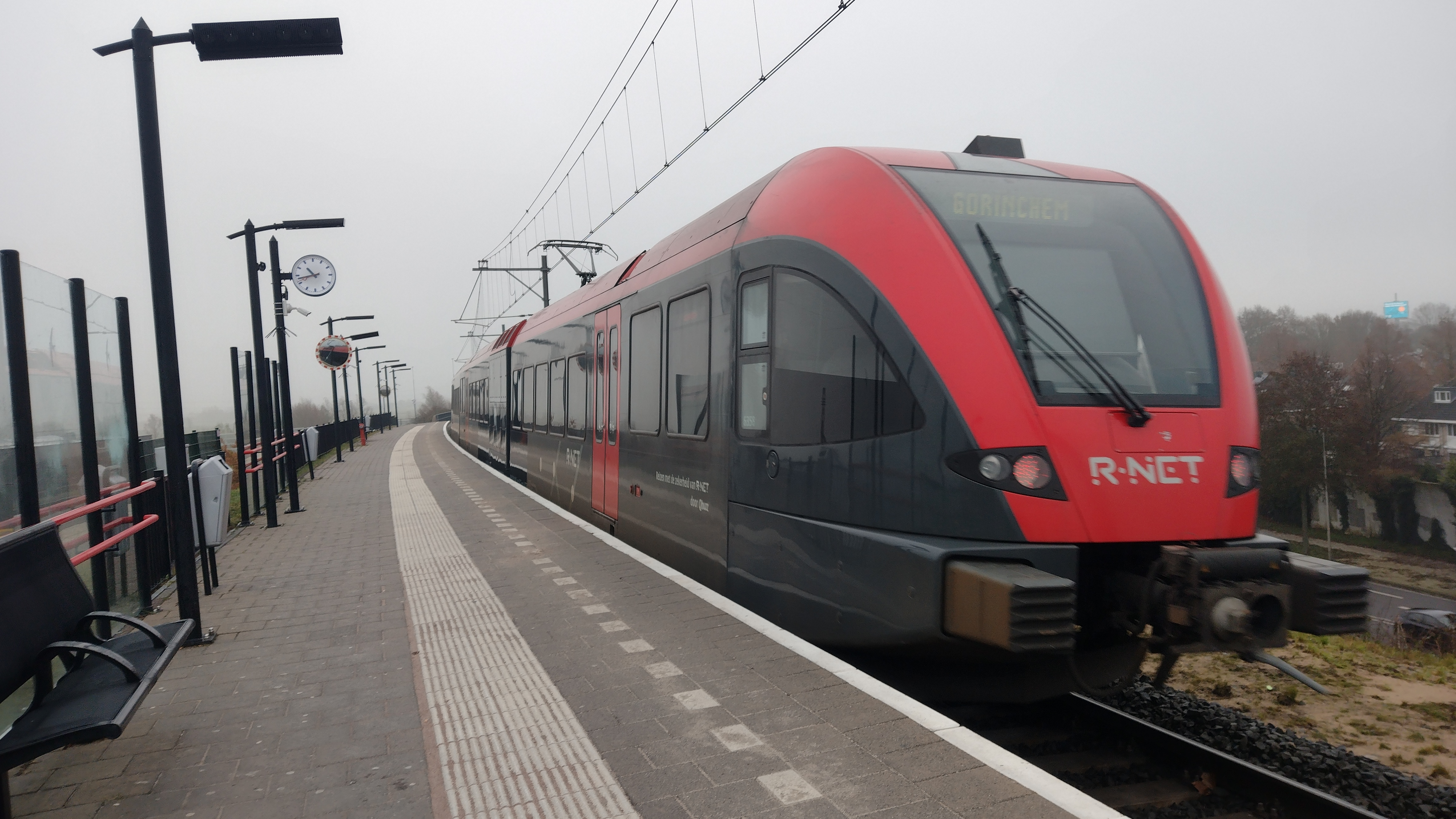
Trein richting Gorinchem op het station

## Bediening
Het station wordt in de dienstregeling 2025 door de volgende treinseries bediend:
| Serie | Treinsoort        | Route                                                      | Bijzonderheden                                                           |
| ----- | ----------------- | ---------------------------------------------------------- | ------------------------------------------------------------------------ |
| 7100  | Stoptrein (Qbuzz) | Dordrecht – Sliedrecht Baanhoek – Gorinchem                | Rijdt onder de formule van R-net. Stopt niet in Hardinxveld Blauwe Zoom. |
| 7200  | Stoptrein (Qbuzz) | Dordrecht – Sliedrecht Baanhoek – Gorinchem – Geldermalsen | Rijdt onder de formule van R-net.                                        |

0: Elst ·
1: Vork ·
6: Valburg ·
11: Zetten-Andelst ·
15: Hemmen-Dodewaard ·
17: Opheusden ·
21: Kesteren ·
25: Schaapsteeg ·
27: Echteld ·
33: Tiel ·
35: Tiel Passewaaij ·
37: Wadenoijen ·
41: Utrechtsche Straatweg ·
45: Geldermalsen ·
51: Beesd ·
55: Rhenoy ·
58: Leerdam ·
66: Arkel ·
Gorinchem Noord ·
71: Gorinchem ·
73: Schelluinen ·
75: Giessen-Nieuwkerk ·
77: Boven Hardinxveld ·
78: Hardinxveld-Giessendam (1885) ·
79: Hardinxveld-Giessendam (1957) ·
80: Gasfabriek ·
Hardinxveld Blauwe Zoom ·
84: Sliedrecht ·
87: Sliedrecht Baanhoek ·
90: 't Visschertje ·
91: Dordrecht Stadspolders ·
94: Dordrecht
Alphen a/d Rijn ·
Arkel · 
Barendrecht · 
Bodegraven · 
Boskoop · 
-Snijdelwijk · 
Boven Hardinxveld · 
Capelle Schollevaar · 
De Vink · 
Delft · 
-Campus · 
Den Haag:
-Centraal · 
-HS ·
-Laan van NOI · 
-Mariahoeve · 
-Moerwijk · 
-Ypenburg · 
Dordrecht · 
-Stadspolders ·
-Zuid ·
Gorinchem · 
Gouda · 
-Goverwelle · 
Hardinxveld:
-Blauwe Zoom · 
-Giessendam · 
Hillegom · 
Lansingerland-Zoetermeer · 
Leiden:
-Centraal · 
-Lammenschans · 
Nieuwerkerk a/d IJssel · 
Rijswijk · 
Rotterdam:
-Alexander · 
-Blaak · 
-Centraal · 
-Lombardijen · 
-Noord · 
-Stadion · 
-Zuid · 
Sassenheim · 
Schiedam Centrum · 
Sliedrecht · 
-Baanhoek · 
Voorburg · 
Voorhout · 
Voorschoten ·
Waddinxveen · 
-Noord ·
-Triangel ·
Zoetermeer · 
-Oost · 
Zwijndrecht
Geplande stations:
Gorinchem Noord · Hazerswoude-Koudekerk · Schiedam Kethel
Voormalige stations: zie de lijst van voormalige spoorwegstations in Zuid-Holland